# میلدرید جون
میلدرید جون (انگلیسی: Mildred June؛ ‏ ۲۳ دسامبر ۱۹۰۵ – ۱۹ ژوئن ۱۹۴۰) بازیگر اهل ایالات متحده آمریکا بود. وی بین سال‌های ۱۹۱۹ تا ۱۹۳۶ میلادی فعالیت می‌کرد.
از فیلم‌هایی که وی در آن نقش داشته‌است، می‌توان به دیوانه بازیگری، پائین مزرعه، مالی ئو، قهرمان یک شهر کوچک و چهارراه‌های نیویورک اشاره کرد.